# ドゥンボヴィツァ川
ドゥンボヴィツァ川 (ルーマニア語: Dâmbovița, ルーマニア語発音: [ˈdɨmbovit͡sa] ( 音声ファイル)) は、ルーマニアを流れる河川である。イエゼル山脈とファガラシュ山脈を隔てる峠Curmătura Oticuluiを水源とし、ブカレストを抜けた後、ブデシュティ付近でアルジェシュ川に合流する。全長は286 km (178 mi)、流域面積は2,824 km2 (1,090 sq mi)である。ドゥンボヴィツァ県は、この川に因んで名付けられている。

## 名称
ドゥンボヴィツァの名前はスラヴ語に由来し、かつてワラキア平原のオークの森のなかを流れていたことから、オークを意味する「dǫbŭ (дѫбъ)」がもととなっている。Valea Vladuluiよりも上流部分は、「Valea Boarcășului」とも呼ばれる。

## ブカレスト市内
何世紀にもわたって、ドゥンボヴィツァ川は、ブカレスト市の主な水源としての役割を果たした。ブカレスト市内には数十の井戸が掘られていたものの、ほとんどの水は水運び人によって配布されていた。
ブカレストの伝承では、ドゥンボヴィツァ川の水は甘いとされ、18世紀のはじめにおいても、アントン・マリア・デル・キアロは、川の水を「輝いていてきれい」だと評している。しかし、18世紀末になると、ブカレストの人口が増加し、川は綺麗さを失い、これに伴って水道橋が設置されることとなる。
噴水のついた最初の水道橋は、アレクサンドル・イプシランティの時代に建設された。
また、ドゥンボヴィツァ川には多くの水車が設置され、そのほとんどは王族やボヤールの修道院が所有していた。
ブカレスト市内ではかつて、2つの支流がドゥンボヴィツァ川に合流していた。ドゥンボビチオアラ川は、右岸を流れており、Sființii Apostoli通りあたりに合流地点があった。ブクレシュティオアラ川は、アイコン庭園の池から流れてきていた。加えて「Gârlița」という支流がわかれており、「Ostrovu」という名の島を形成していた。
ブカレストではよく洪水が発生し、特に土地の低かった左岸では氾濫が多かった。1775年の大洪水の後、洪水を防止または軽減するために、イプシランティは放水路の建設を命じた。1813年には、ヨアン・カラドジャが、川底を整備することを決定した。また、1883年には洪水から中心地区を守るための再整備事業において、1970年代にはブカレスト地下鉄の建設において、それぞれ水路が建設された。さらに、1986年には、クルンガシ地区とミリタリ地区の間でダムが建設され、モリイ湖という人造湖がうまれた。
ドゥンボビチオアラ川に船舶が航行するのは不可能であり、1902年には船を通す試みが行われたが、成功しなかった。
ブカレストのドゥンボヴィツァ川右岸では、もともと人口が少なかったこともあり、川にはほとんど橋が架かっていなかった。ボヤールの土地は川の両岸にまたがっていることがあり、ここには人道橋が架けられた。現在では、ブカレスト中心部において、16本の橋が架かっている。

## 流路
ドゥンボヴィツァ川の流路には、ルカル、ドラゴスラベレ、ストエネシュティ、マル・ク・フロリ、クンデシュティ、ブルカナ＝バイ、ボイネシュティ、マネシュティ、ドラゴミレシュティ、ルチエニ、ヌチェト、コンツェシュティ、ルングレツ、キアジュナ、ブカレスト、プラタレシュティ、バシラツィ、ブデシュティの町が存在する。

## ギャラリー

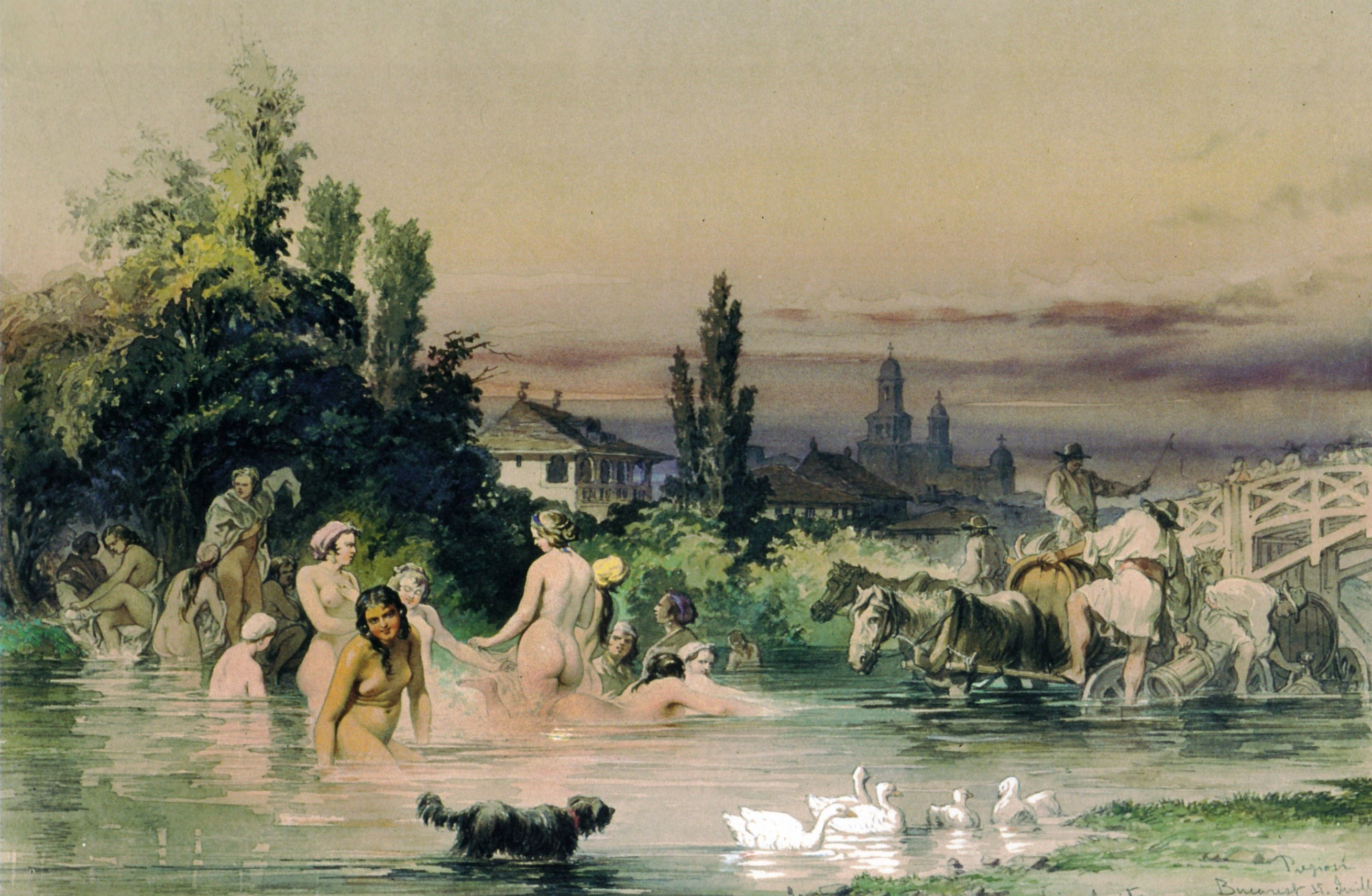
ブカレストを流れるドゥンボヴィツァ川。Amedeo Preziosiによる水彩画 (1868年)
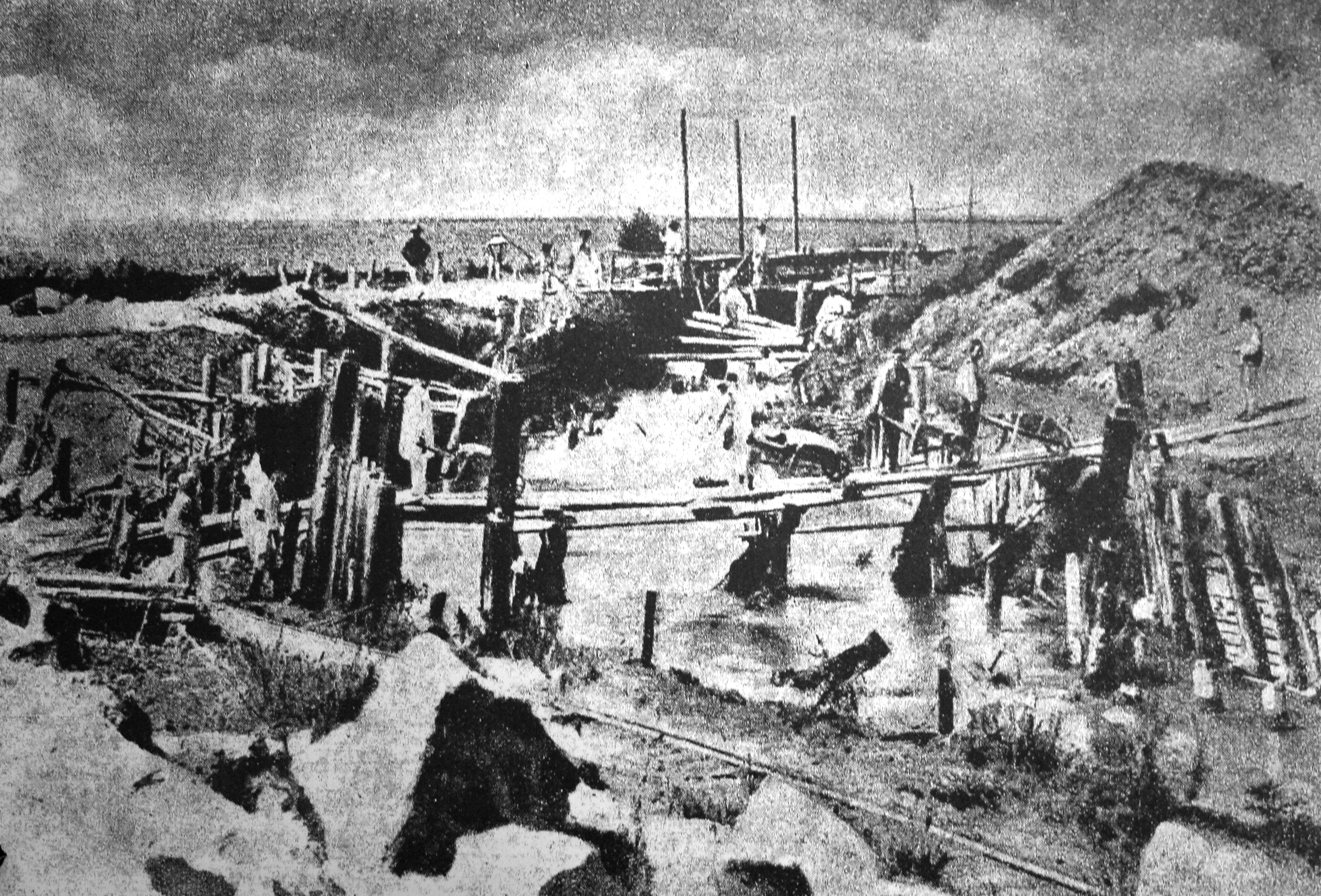
ブカレストのドゥンボヴィツァ川で行われた工事 (1880年代)
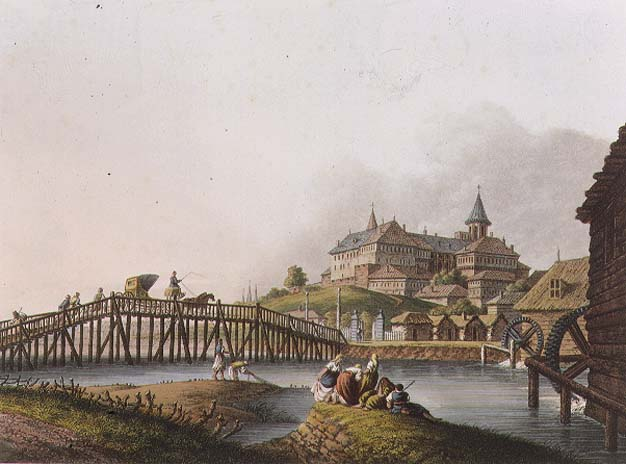
ブカレスト郊外には、水車があった。背後はDealul Spirii (1837年)
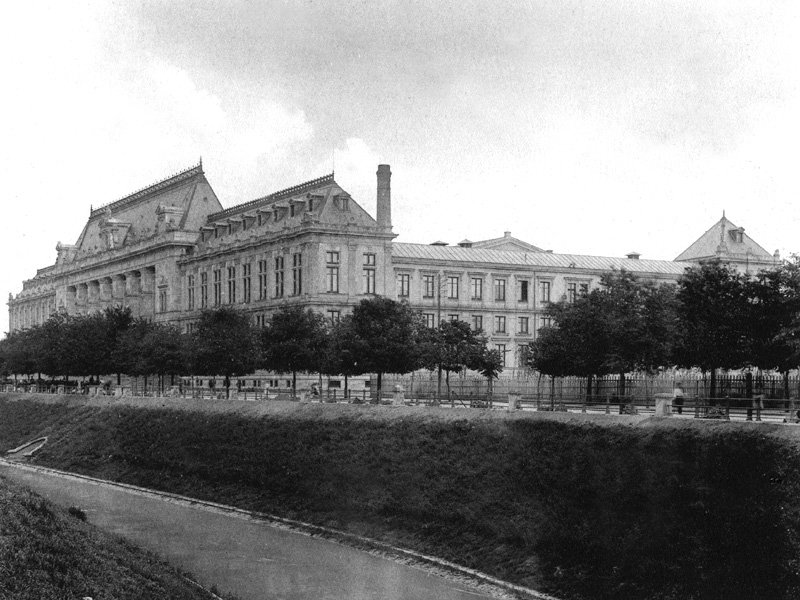
川沿いのブカレスト裁判所 (1901年)
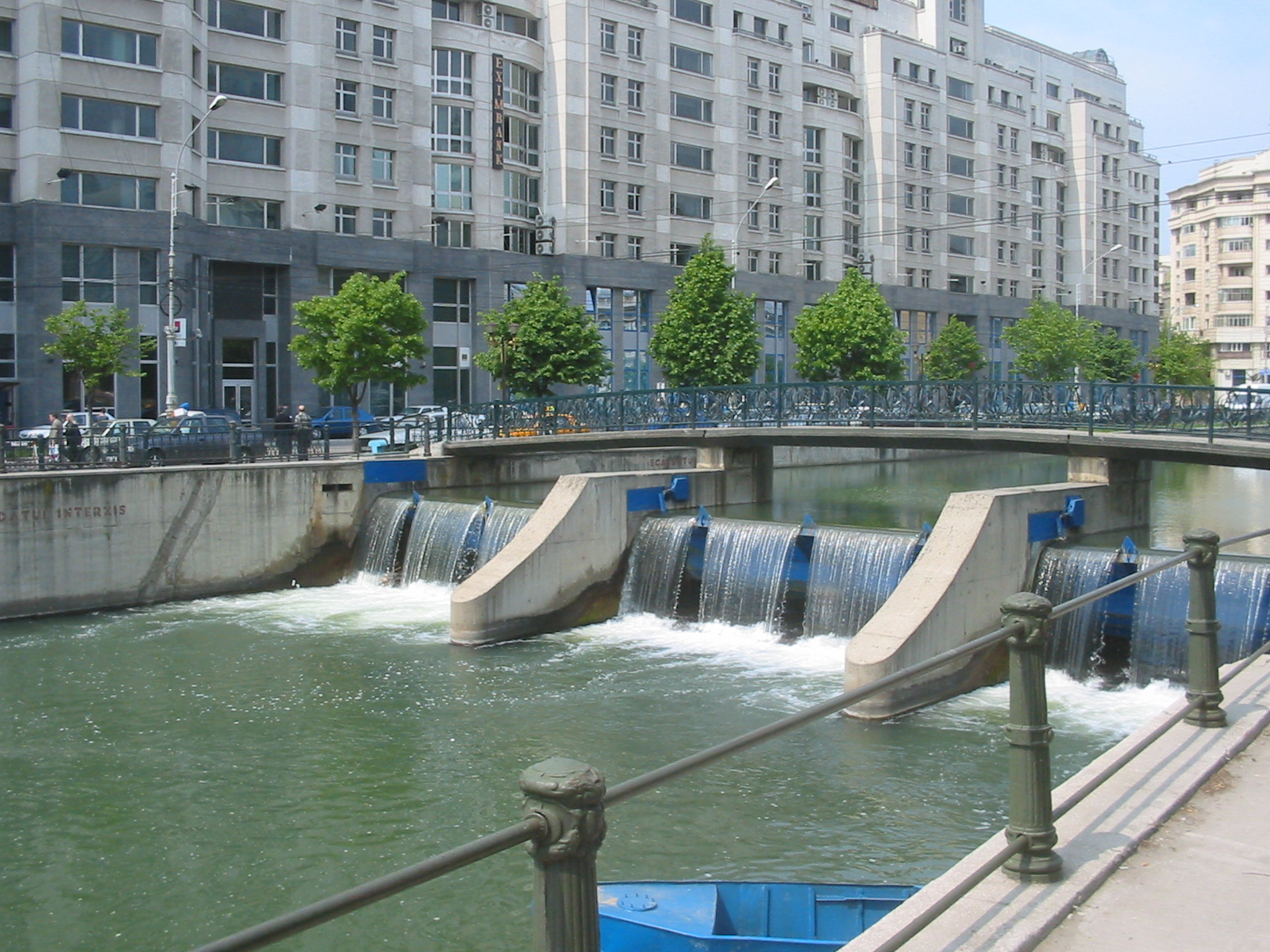
ブカレスト市内にある堰
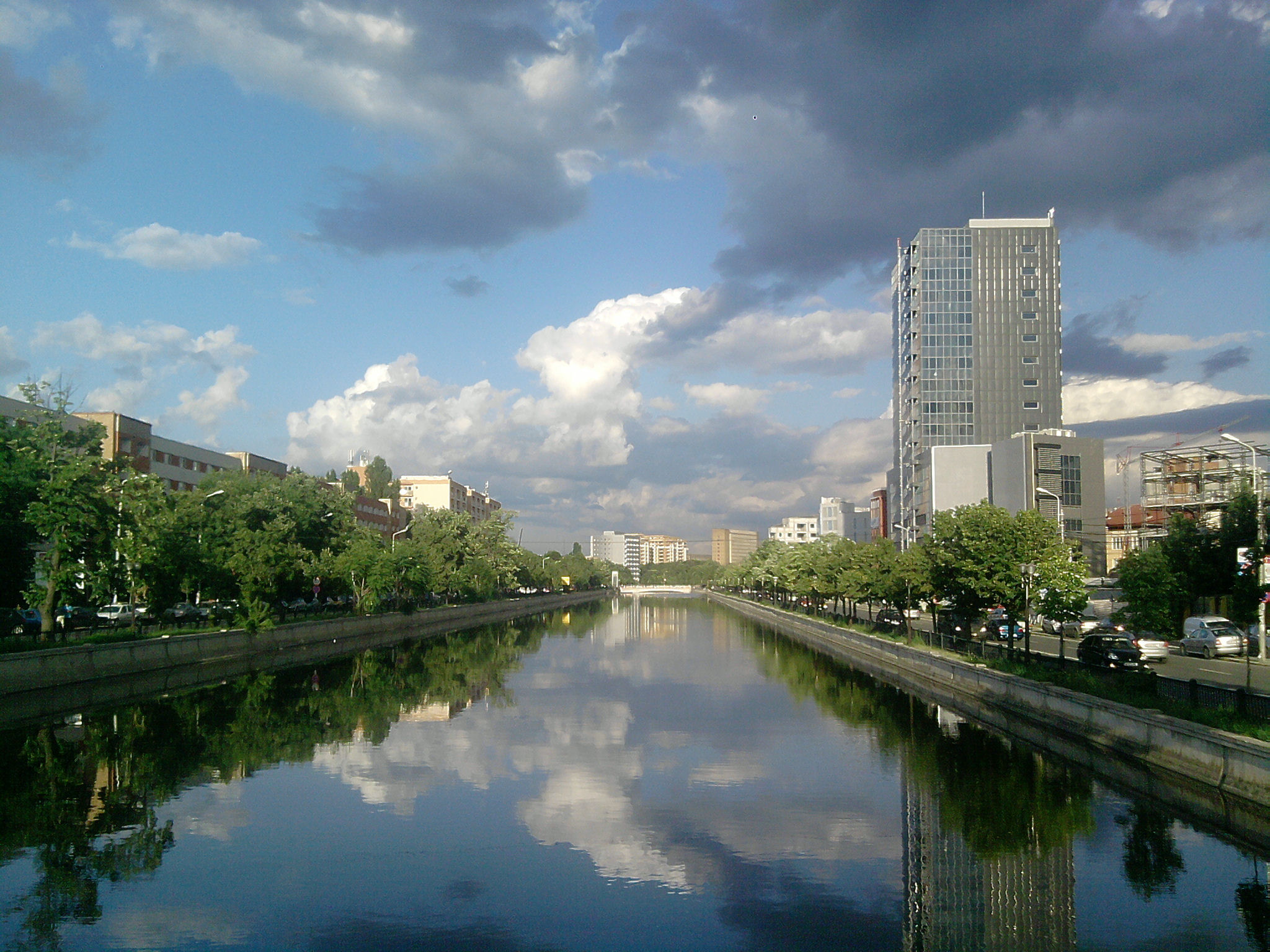
ブカレストを流れる川